# Godzilla contro Mothra
Godzilla contro Mothra (ゴジラVSモスラ?, Gojira tai Mosura) è un film del 1992 diretto da Takao Okawara. È il diciannovesimo film dedicato al re dei mostri giapponese Godzilla.
In questo film compaiono nuovamente la falena divina Mothra e le sue minuscole sacerdotesse, qui chiamate Cosmos.
Il film, distribuito in America nel 1998, è rimasto inedito in Italia fino alla pubblicazione in videocassetta da parte della Yamato Video nel 1996. Si tratta del capitolo più redditizio della serie Heisei di Godzilla ed è stato il secondo maggiore incasso in Giappone per l'anno 1993, dopo Jurassic Park.
Inizialmente, la pellicola era stata concepita per avere Mothra come protagonista e portava quindi il titolo di Mothra contro Bagan.
L'opera segna il ritorno a una formula più fantasiosa e giovanile, evocativa dei film di Godzilla girati prima del 1984. Sebbene Kazuki Ōmori non fosse il regista, scrisse il copione continuando a incorporare elementi hollywoodiani, come rimandi alla serie di Indiana Jones.
In Italia, il film fu distribuito in videocassetta dalla Yamato Video nel 1996 e in DVD nel 2005. È noto per essere stato l'ultimo film di Godzilla di produzione giapponese doppiato in italiano fino al 2017, anno di uscita di Shin Godzilla.

## Trama
(Masako Tezuka)
L'impatto di un meteorite nell'oceano Pacifico provoca una serie di catastrofi climatiche e risveglia Godzilla, finora addormentato sul fondale oceanico (come mostrato alla fine del film precedente, Godzilla contro King Ghidorah).
Un mese dopo, l'archeologo Takuya Fujito viene arrestato dalle autorità thailandesi per aver depredato e distrutto un tempio nascosto nella giungla. Durante la detenzione, riceve la visita di diverse persone: Dobashi della Security Agency, Ando, il vicepresidente della Marutomo Enterprise, una società nota per il suo atteggiamento distruttivo nei confronti dell'ambiente, e la sua ex moglie Masako. Takuya viene liberato con la condizione di indagare su un'anomalia presente su Infant Island, isola di proprietà della Marutomo Enterprise.
Insieme a Masako e Ando, Takuya si reca sull'isola e, dopo una serie di avventure, i tre scoprono che l'elemento estraneo presente sull'isola è un enorme uovo. In seguito, apprendono da due piccole fate che si tratta dell'uovo di Mothra, una divinità dell'antica civiltà Cosmos.
Millenni prima, i Cosmos avevano creato una macchina in grado di mutare il clima planetario. Di fronte a questo pericolo, la Terra liberò Battra, il fratello malvagio di Mothra. Mothra riuscì a sconfiggerlo, ma a costo della vita di tutti i Cosmos, eccetto le due fatine presenti sull'isola. Ora, a causa di un meteorite, la Terra ha nuovamente liberato il mostro Battra.
Ando propone di portare l'uovo in Giappone per preservarlo prima dell'arrivo di Battra, ma quest'ultimo si era già risvegliato in forma larvale e stava devastando la costa giapponese. Mentre gli umani trasportano l'uovo in Giappone insieme alle Cosmos, appare Godzilla, che attacca la nave. L'uovo si schiude e Mothra, sotto forma di larva, affronta il re dei mostri.
Durante lo scontro, Battra appare e attacca Godzilla. In un combattimento sottomarino, tuttavia, la Terra risucchia entrambi i mostri nelle sue viscere di magma. Inaspettatamente, Ando rapisce le Cosmos con l'intenzione di offrirle al suo capo come testimonial della Marutomo Enterprise. Masako e Takuya tornano a Tokyo per cercare le fate rapite, ma l'archeologo, dopo averle trovate da solo, si nasconde in un albergo all'insaputa della ex moglie Masako e della figlia Midori. Masako e Midori riescono però a ritrovare Takuya grazie all'aiuto della sensitiva Miki Saegusa, che percepisce la canzone con cui le Cosmos invocano Mothra. L'archeologo viene convinto a lasciare le fatine e a tornare a vivere con la moglie e la figlia. Intanto, però, Mothra, alla ricerca delle Cosmos, sta devastando la città. Implorate da Midori, le Cosmos interrompono la furia della divinità, che viene gravemente ferita dall'esercito. Ritiratasi sul palazzo della Dieta, la larva si trasforma in un grande bozzolo. Simultaneamente, un vulcano sottomarino e il Fuji eruttano, liberando Battra in versione Imago e Godzilla.
Dal bozzolo emerge Mothra in forma di falena, che si batte a Yokohama contro i due nemici. Mothra si allea con Battra e insieme le due farfalle attaccano Godzilla, buttandolo in mare. Tuttavia, durante l'operazione, Battra viene colpito dal raggio atomico di Godzilla e muore. Le Cosmos si trasformano poi in spiriti ed entrano in Mothra, che vola nello spazio per fermare un grande asteroide.

## Produzione
L'idea di girare un nuovo film incentrato su Mothra risaliva a un copione scritto nel 1980 da Akira Murao e intitolato Mothra contro Bagan, che parlava di un drago mutaforme di nome Bagan, il quale tentava di distruggere l'umanità a causa dei suoi abusi nei confronti del pianeta, ma che sarebbe stato sconfitto da Mothra, la dea della pace. La trama fu modificata da Kazuki Ōmori dopo la distribuzione di Godzilla contro Biollante, ma il progetto fu scartato dalla Toho, poiché Mothra era considerata un personaggio relativamente difficile da presentare al pubblico straniero, in contrasto con il più celebre Godzilla. Il direttore degli effetti speciali Koichi Kawakita scrisse un copione alternativo intitolato Godzilla contro Gigamoth nel 1991, in cui Godzilla si scontrava con Mothra e una gemella irradiata chiamata Gigamoth; tuttavia, l'idea fu respinta dalla Toho, anche se l'intreccio conteneva elementi che si sarebbero poi visti in Gojira VS Destroyer quattro anni dopo, specificamente dei veicoli di guerra con raggi congelanti.
Dopo il successo di Godzilla contro King Ghidorah, i produttori Shogo Tomiyama e Tomoyuki Tanaka proposero di girare un altro film con King Ghidorah intitolato Il contrattacco di Ghidorah, ma cambiarono idea quando i sondaggi indicarono che Mothra era più popolare tra le donne, che costituivano la maggioranza del pubblico dei cinema all'epoca. Tomiyama rimpiazzò Ōmori con Takao Okawara nel ruolo di regista, mantenendo Ōmori come scrittore. Sperando di conservare quanti più elementi possibile di Mothra contro Bagan, Ōmori riprogettò il personaggio di Bagan trasformandolo in Badora, un gemello oscuro di Mothra. Il personaggio fu poi rinominato Battra (un portmanteau di "battle" e "Mothra"), poiché il nome originale risultava disarmonico in lingua giapponese. Tomiyama sperava di assumere la star di Mothra, Frankie Sakai, ma quest'ultimo non poté partecipare a causa di impegni concomitanti. La battaglia finale tra Godzilla, Mothra e Battra inizialmente avrebbe dovuto avere una conclusione più elaborata rispetto a quanto si vede nel finale: Godzilla sarebbe stato trasportato nell'oceano, per poi uccidere Battra e cadere in mare; tuttavia, poiché il sito della caduta avrebbe contenuto rovine della civiltà Cosmos, simili a Stonehenge, queste ultime avrebbero poi intrappolato Godzilla in uno scudo deflettore attivato da Mothra.
Ishirō Honda, il regista di molti film di Godzilla, visitò il set poco prima di morire.

### Effetti speciali
Koichi Kawakita persegue in questa pellicola il leitmotiv da lui già utilizzato in precedenza, dando agli avversari di Godzilla la capacità di trasformarsi. Inizialmente intendeva uccidere Mothra per poi farla tornare come la libellula robotica Mechamothra, ma l'idea fu scartata. Ciò rende il film il primo della serie dopo il reboot del 1984 a non presentare un mecha. Le scene subacquee furono girate di fronte a un acquario riempito di pesci, posizionato tra gli attori e la telecamera. La squadra di Kawakita fabbricò un nuovo costume di Godzilla usando stampi già utilizzati in precedenza, ma lo rese più snello, con un collo semi-segmentato; la disposizione delle spine dorsali fu cambiata in modo che la spina più grande sporgesse dal centro della schiena. Inoltre, le braccia furono rese più flessibili e alla faccia furono applicate leggere modifiche cosmetiche: la fronte fu ridotta e appiattita, i denti ridotti di dimensione e agli occhi fu data una sfumatura dorata. La testa fu ulteriormente modificata elettronicamente per darle maggiore flessibilità verticale. Ci furono ostacoli nel girare le scene di Godzilla poiché il costume originariamente usato per Godzilla contro Biollante e Godzilla contro King Ghidorah venne rubato e poi recuperato in pessime condizioni nel lago di Okutama. Ciò che rimase del costume fu usato per la prima scena di battaglia. Il ruggito di Godzilla tornò a essere quello acuto dei film girati prima di Il ritorno di Godzilla, mentre per i richiami di Battra vennero utilizzati semplicemente i ruggiti riciclati di Rodan. Nel disegnare Battra, che il copione descriveva come una "Mothra nera", l'artista Shinji Nishikawa tentò di differenziarlo da Mothra rendendo la sua forma adulta più simile al suo stato larvale.